# Napeogenes verticilla
Espèce
Napeogenes verticilla est une espèce d'insectes lépidoptères (papillons) qui appartient à la famille des Nymphalidae, à la sous-famille des Danainae et au genre Napeogenes.

## Taxinomie
Napeogenes verticilla a été décrite par William Chapman Hewitson en 1874 sous le nom initial d'Ithomia verticilla.

## Description
Napeogenes verticilla est un papillon au bord interne des ailes antérieures concave aux ailes transparentes, à veines noires et largement bordées de noir.

## Écologie et distribution
Napeogenes verticilla est présent en Bolivie et au Pérou.

### Protection
Pas de statut de protection particulier.